# Port lotniczy Bellingham
Port lotniczy Bellingham (IATA: BLI, ICAO: KBLI) – port lotniczy położony w mieście Bellingham, w stanie Waszyngton, w Stanach Zjednoczonych.